# بولغان
بولغان (به مغولی: ᠪᠤᠯᠠᠭᠠᠨ) (به سیرلیک:Булган) شهری در استان بولغان کشور مغولستان است که در سال ۱۹۹۷ میلادی دارای ۱۱٬۳۰۰ نفر جمعیت بوده و
در سال ۲۰۰۸ با رشدی معادل -۰٫۰۳% (-۱۰۲ نفر)، تعداد سکنه‌های آن به ۱۱٬۱۹۸ رسیده‌است.